# الضالع (بني سعد)

تعديل مصدري - تعديل

الضالع هي إحدى قرى عزلة قيهمة بمديرية بني سعد التابعة لمحافظة المحويت، بلغ تعداد سكانها 568 نسمة حسب تعداد اليمن لعام 2004.